# Ґері Пірс (веслувальник)
Ґері Пірс (англ. Gary Pearce, 27 лютого 1944) — австралійський академічний веслувальник.
Срібний призер Олімпійських Ігор 1968 року в складі вісімки, учасник 1964, 1972 років.